# Royal Enfield Himalayan
L'Himalayan est un modèle de moto de type "trail" fabriquée en Inde par Royal Enfield.

## Himalayan 411 (2016)

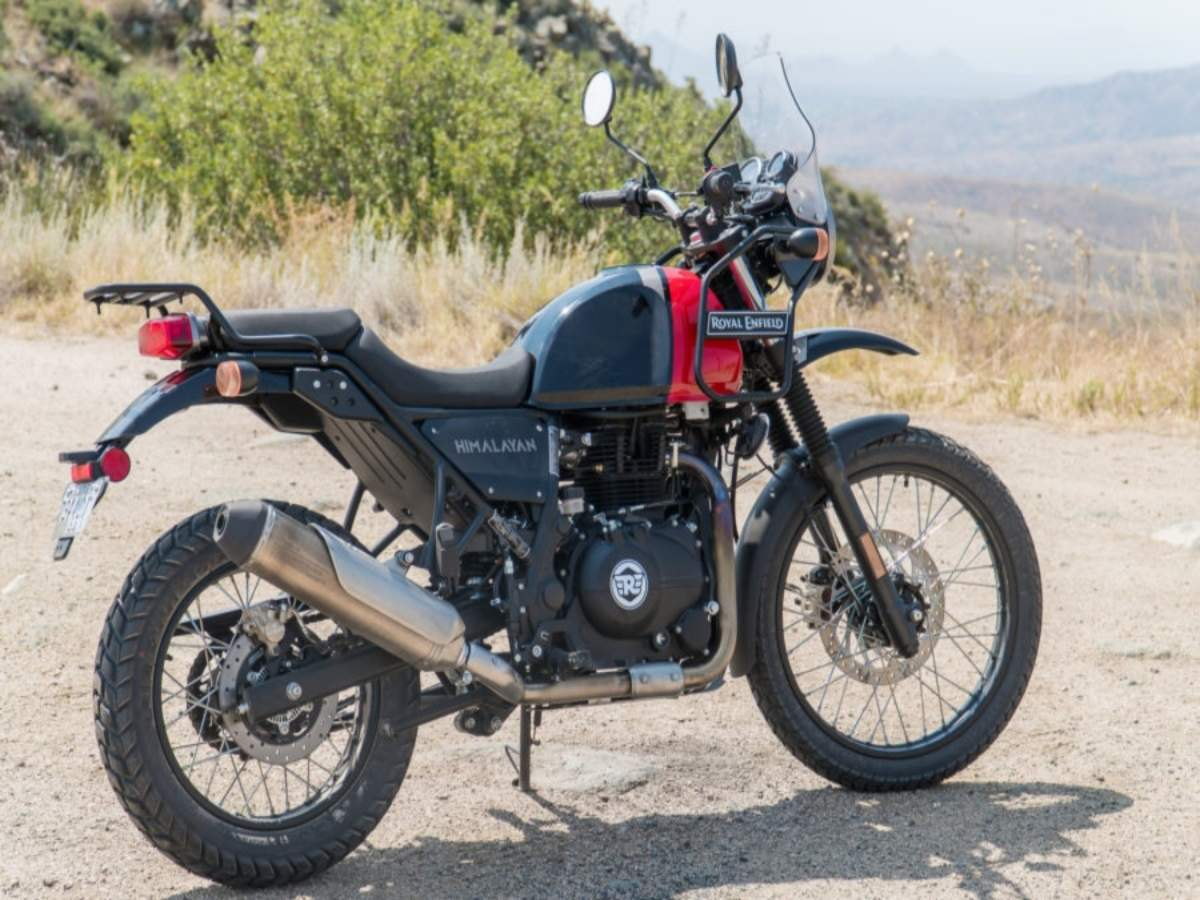
Royal Enfield Himalayan 411 2020

L'Himalayan est présentée pour la première fois en 2016 mais il faut attendre 2018 pour la trouver dans les concessions européennes.
Elle est équipée d'un moteur monocylindre 4 temps de 411 cm3 à refroidissement par air/huile. Il développe 24,5 ch à 6 500 tr/min. Ce moteur répond à la norme Euro 4. Il porte la dénomination LS410.
Le cadre est de type double berceau en acier. Le freinage est assuré par un disque à l'avant et à l'arrière, respectivement de 300 et 240 mm de diamètre, pincé par des étriers double et simple piston.
Le poids à sec est de 185 kg.
L'Himalayan est vendue 4696 euros à sa sortie, elle est disponible en blanc ou en noir. Une série spéciale appelée Sleet, pourvue d'une peinture façon camouflage sur les tons de gris est également disponible.
En 2021, à la suite d'un restylage, l'Himalayan se dote entre autres d'un moteur  à la norme Euro 5 (toujours de 24.5 ch), d'une nouvelle bulle, de feux de détresse et du système de navigation Royal Enfield Tripper. Son prix passe à 5000 euros.  
L'Himalayan est apprécié des vidéastes et aventuriers qui font de longs road-trip et motovlog à son bord. La néerlandaise Noraly Schoenmaker a par exemple entrepris un voyage de l'Argentine à l'Alaska en passant par la Patagonie, tandis que le français Antoine Duval s'est lui aventuré en Moyen-Orient. 
| Année | Couleur     | Couleur      | Couleur       | Couleur    | Couleur    | Couleur    |
| ----- | ----------- | ------------ | ------------- | ---------- | ---------- | ---------- |
| 2016  | White       | Black        |               |            |            |            |
| 2017  | White       | Black        |               |            |            |            |
| 2018  | White       | Black        |               |            |            |            |
| 2019  | White       | Black        |               |            |            |            |
| 2020  | Gravel Grey | Black        | Granite Black | Sleet grey | Rock Red   |            |
| 2021  | Gravel Grey | Glacier Blue | Granite Black | Pine Green |            |            |
| 2022  | Gravel Grey | Glacier Blue | Granite Black | Pine Green |            |            |
| 2023  | Gravel Grey | Glacier Blue | Granite Black | Pine Green | Dune Brown | Sleet grey |

## Himalayan 450 (2024)
Annoncée officiellement en 2023 après plusieurs identifications dans le trafic routier indien, une mise à jour de l'Himalayan est prévue et annoncée pour une mise en circulation en 2024. Une journée de lancement a lieu le 25 mai 2024 chez les revendeurs agréés Royal Enfield.
La vocation du véhicule reste la même, à savoir un trail léger pourvu d'un moteur monocylindre de 452 cm3 de cylindrée (40 ch) et de moins de 200 kg (198 kg annoncés, 181 kg à sec), disposant d'une multitude d'équipements appropriés à cet usage de série (jantes à rayons 21 et 19 pouces, à chambres à air, crashbar, sabot moteur, ...).
Cette mise à jour consiste en une refonte globale, en introduisant plusieurs innovations comme une commande d'accélération électronique mais représente également la première commercialisation d'un moteur à refroidissement liquide chez le constructeur. La moto est significativement plus puissante (de 24,5 ch à 40 ch) malgré une cylindrée et une masse peu augmentée, lui autorisant des performances sur route et chemins meilleures que la version précédente.
Les prix s'échelonnent de 5 890 € à 6 490 € selon la finition et la couleur choisie.
Pour la version Base (Kaza Brown) : 5 890 €
Pour la version Pass :
- Slate Himalayan Salt : 5 990 €
- Slate Himalayan Poppy Blue : 5 990 €

Pour la version Summit :
- Hanle Black : 6 190 €
- Kamet White (Pneus Tubeless) : 6 440 €
- Hanle Black (Pneus Tubeless) : 6 490 €